# Esther Gisler Fischer
Esther Gisler Fischer (* 3. Mai 1968 in Zürich) ist eine Schweizer reformierte Theologin und Ethnologin. Sie ist Beirätin der Radgenossenschaft der Landstrasse.

## Ausbildung
Gisler Fischer wuchs in Dietlikon auf und besuchte die Kantonsschule Im Lee in Winterthur. Sie studierte an der Universität Freiburg (Schweiz) Katholische Theologie, Ethnologie und Religionswissenschaften mit Schwerpunkt Islam und schloss 1995 mit dem Lizenziat ab. 1994 absolvierte sie das «missionarische Lehrjahr». Dafür lebte sie während dreier Monate in Santa Cruz de la Sierra, Bolivien. Sie verfügt über ein Certificate of Advanced Studies (CAS) im Bereich «Integration im multireligiösen Kontext».

## Engagements und berufliche Laufbahn
Während ihres Studiums arbeitete Gisler Fischer von 1992 bis 1994 als Hilfswerkvertreterin bei Asylbefragungen des Bundes. 1997/98 betreute sie als «Theologin auf See» Besatzung und Gäste des Kreuzfahrtschiffs MS Switzerland I. Von 1999 bis 2003 war sie als Länderverantwortliche Kolumbien/Ecuador bei der Bethlehem Mission Immensee tätig. 2004 arbeitete sie als Menschenrechtsbeobachterin für «Peace Watch Switzerland» in Chiapas. 2004–2005 war sie für diese NGO ehrenamtlich als Kursleiterin in Trainings von Freiwilligen tätig. 2007 konvertierte sie zur Evangelisch-reformierten Kirche. Während 4½ Jahren war sie Mitglied der Fachkommission Frauen und Gender bei Mission 21. Aktuell arbeitet sie als Pfarrerin im Auftrag der Evangelisch-reformierten Landeskirche des Kantons Zürich.
An der alle zwei Jahre stattfindenden Feckerchilbi veranstaltet Gisler Fischer Gottesdienste. Als Beirätin der Radgenossenschaft der Landstrasse setzt sie sich für bessere Lebensbedingungen der national anerkannten Minderheiten der Jenischen und Sinti ein.
Sie ist Mitglied der Redaktion der «Zeitschrift Neue Wege – Religion Sozialismus Kritik»
und Administratorin des Blogs «100Frauen.ch – Bemerkenswerte Frauen in der Schweiz».
Gisler Fischer ist Funkamateurin; ihr Amateurfunkrufzeichen lautet HB3XDT.

## Familie
Gisler Fischer ist verheiratet und Mutter eines Sohnes.

## Publikationen
- Esther Gisler: „Sprich, damit ich dich sehe“ (Sokrates): Moraltheologische Konzepte des Anderen in der Diskussion des 16. Jahrhunderts angesichts der „Entdeckung“ und Eroberung Lateinamerikas. Mit einem Exkurs zur Bedeutung der Sprache in dieser interkulturellen Begegnung. Lizenziatsarbeit Fribourg 1995. Eigenverlag, Freiburg i. Ue. 1995 (90 S., Volltext in der Google-Buchsuche).
- Esther Gisler Fischer: Welcher Islam für die Schweiz? Zertifikatsarbeit im Rahmen des CAS IMK. Eigenverlag, Dietlikon 2008 (12 S., contextus.ch [PDF; 1,8 MB]).
- Esther Gisler Fischer, Elli von Planta, Julia Sölch, Sandra Ryf, Simone Oppenheim: antidot incl. Nr. 24. Frauen für das bedingungslose Grundeinkommen. antidot-inclu, Zürich 2016 (21 S., antidotincl.ch [PDF; 2,1 MB]).